# Wincenty Rozwadowski
Wincenty Jordan-Rozwadowski h. Trąby (ur. 22 stycznia 1878 w Babinie, zm. 14 października 1941 w Argentat-Corrèze we Francji) – ziemianin, działacz gospodarczy

## Życiorys
Urodził się w rodzinie ziemiańskiej, syn inżyniera i powstańca styczniowego Bartłomieja (1846–1882) i Marii z Szymanowskich (1847–1922). Miał brata Jana Emanuela (1872–1935) i dwie siostry: Zofię (1874–1918), żonę Stefana Dembińskiego (1867–1940) i Anielę (1876–1969), żonę Wojciecha Komornickiego (1879–1940). Ukończył z odznaczeniem gimnazjum im. Franciszka Józefa we Lwowie (1896). W latach 1896–1898 studiował rolnictwo w Niemczech. Jako jednoroczny ochotnik odbył służbę wojskową (1898–1899). W 1900 mianowany porucznikiem rezerwy.
Ziemianin, w latach 1901–1918 dzierżawca dóbr Kozłów wraz z Duniowem, Woroniowem, Pronadą i Czartakiem w powiecie Kamionka Strumiłowa, należących do jego ciotki Anieli Kielanowskiej. Jako fachowiec doprowadził ten majątek, wcześniej zapuszczony, do bardzo dobrego stanu. Od 1920 zarządzał w swoim imieniu i brata Jana Emanuela dobrami Babin (768 ha) i Słobódka (473 ha) w pow. kałuskim. Po zniszczeniach wojennych z okresu I wojny światowej i wojny polsko-bolszewickiej odbudował dwór i folwark oraz zaprowadził duże gospodarstwo rybne i stadninę bydła nizinnego. Od 1929 właściciel zakupionych od Pawlikowskich dóbr Starzawa  w pow. mościskim. Do 1934 wybudował tam od podstaw gospodarstwo rybne nazwane Nowostawy (ok. 600 ha stawów), sprowadzając wodę kanałem o długości 5 km z rzeki Wiszni, na której został zbudowany żelazobetonowy jaz. Współwłaściciele zakładów cukierniczych Zaleskiego we Lwowie i udziałowiec kilku przedsiębiorstw naftowych.
Od 1901 członek oddziału w Kamionce Strumiłowej Galicyjskiego Towarzystwa Gospodarskiego. Działacz i członek Komitetu GTG (30 czerwca 1908 – 20 czerwca 1914). Członek Zarządu Głównego Towarzystwa Kółek Rolniczych we Lwowie (1909–1910). Członek zarządu Giełdy Produktów i Towarów we Lwowie (1913–1914). Członek i detaksator Wydziału Okręgowego w Kamionce Strumiłowej (1906–1914) oraz Wydziału Okręgowego w Turce (1914) Galicyjskiego Towarzystwa Kredytowego Ziemskiego. W okresie międzywojennym członek Rady Nadzorczej Związku Gorzelnianego i Zjednoczonych Kół Rolniczych. W latach 30. był także członkiem Stronnictwa Narodowego. Był członkiem założycielem Związku Rodzinnego Jordan Rozwadowskich.
Po wybuchu II wojny światowej przedostał się poprzez Węgry do Francji, gdzie zamieszkał u swej bratanicy Janiny Filliol w Argentat. Zmarł nagle na atak serca.

## Rodzina
Ożenił się w 1903 z Elżbietą z Kruszewskich. Mieli trzech synów: Bartłomieja (1904–1940), Tadeusza (1906–1982), Wiktora (1912–1977) oraz trzy córki: Annę (1905–1958), żonę Edmunda Nieszkowskiego (1899–1972), Marię (1909–1999), żonę Stanisława Wernickiego, Anielę (1913–1990), żonę Jacka Rozwadowskiego (1909–2003).